# Исландский контингент в Афганистане
Исландский контингент в Афганистане — подразделение полиции Исландии, которое действовало в составе сил ISAF.

## История
Исландия является единственной страной НАТО, которая не имеет вооружённых сил, однако в середине 1990х годов в составе полиции было создано спецподразделение численностью около 30 человек для участия в миротворческих операциях ООН и иных операциях за пределами страны.
После начала войны в Афганистане осенью 2001 года примерно половина населения Исландии поддержала действия США (в отличие от вторжения в Ирак весной 2003 года, которое получило заметно меньшую поддержку среди населения). В результате, правительство Исландии приняло решение о ограниченном участии в операции в Афганистане. Группа полицейских из миротворческого подразделения была отправлена в Афганистан после прохождения двухнедельной подготовки под руководством инструкторов из вооружённых сил Норвегии, они получили камуфлированную армейскую униформу, бронежилеты и стрелковое оружие (каждый полицейский был вооружён 9-мм пистолетом Glock-17 и 7,62-мм автоматом AG-3). Отправка полицейских в Афганистан вызвала дискуссию, являются ли эти действия нарушением нейтралитета Исландии.
В дальнейшем, полицейские находились в подчинении столичного регионального командования ISAF в Кабуле и вместе с военнослужащими других стран обеспечивали охрану объектов (так, по состоянию на 20 марта 2007 года в стране было 9 человек, из них два полицейских находились в здании штаба ISAF, а остальные семь - на территории международного аэропорта в Кабуле).
В конце октября 2004 года при взрыве смертника на улице Кабула была повреждена автомашина ISAF, ранены 3 полицейских Исландии и убита сопровождавшая их женщина-переводчик.
По состоянию на 1 марта 2011 года, численность контингента составляла 2 полицейских, в дальнейшем была увеличена. 
По состоянию на 1 августа 2013 года численность контингента составляла 3 полицейских, по состоянию на 1 июня 2014 года — 3 полицейских.
28 декабря 2014 года командование НАТО объявило о том, что операция "Несокрушимая свобода" в Афганистане завершена. Тем не менее, боевые действия в стране продолжались и иностранные войска остались в стране - в соответствии с начатой 1 января 2015 года операцией «Решительная поддержка», хотя их общая численность была уменьшена.
С 1 января 2015 года Исландия принимала ограниченное участие в операции «Решительная поддержка» – в Афганистане находились два полицейских.
В том же 2015 году по программе военной помощи Исландия получила из Великобритании одну бронированную автомашину Toyota Hilux (которая была передана исландским полицейским в Афганистане). В октябре 2019 года полицейские Исландии покинули Афганистан[уточнить].

## Потери
Потери Исландии в Афганистане составили три человека ранеными и травмированными (погибших не имелось).
В перечисленные выше потери не включены потери «контрактников» сил коалиции (сотрудники иностранных частных военных и охранных компаний, компаний по разминированию, операторы авиатехники, а также иной гражданский персонал, действующий в Афганистане с разрешения и в интересах стран коалиции) - по данным из открытых источников, погибла одна женщина-контрактник (гражданка Афганистана, сопровождавшая полицейских из Исландии в качестве переводчицы).